# ليمور صوفي بيمراهي
ليمور صوفي بيمراهي (الاسم العلمي: Avahi cleesei) هو نوع من الحيوانات يتبع جنس الليمور الصوفي من الفصيلة الإندرية.